# Stupčevići
Stupčevići es un pueblo ubicado en la municipalidad de Arilje, en el distrito de Zlatibor, Serbia.

## Superficie
Posee una superficie de 13,20 kilómetros cuadrados.

## Demografía
Hasta 2011 la población era de 968 habitantes, con una densidad de población de 73,31 habitantes por kilómetro cuadrado.